# Clamp vascolare

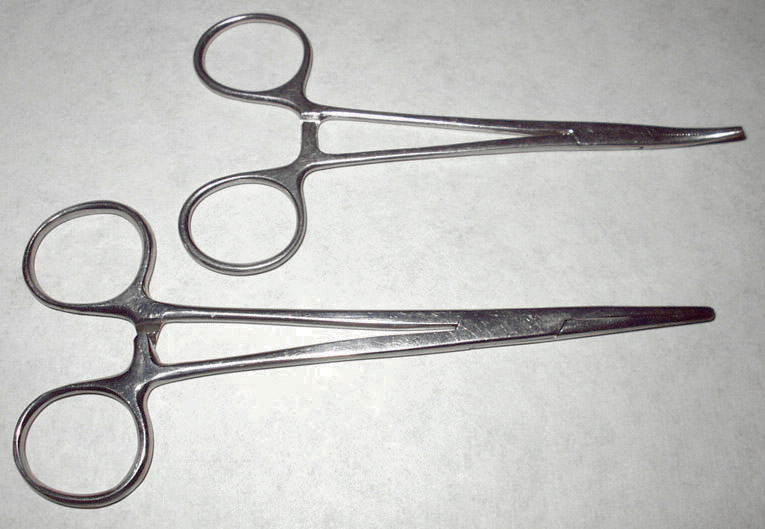
Pinze emostatiche

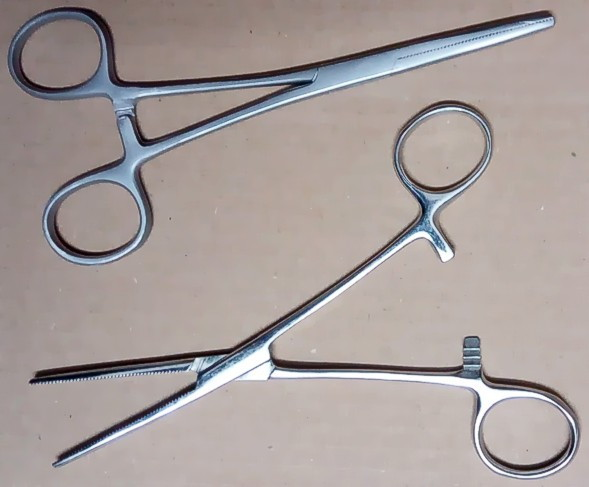
Pinze kocher

La clamp vascolare, nota anche come pinza emostatica, è una pinza chirurgica emostatica utilizzata praticamente in tutti gli interventi chirurgici per la chiusura emostatica di un vaso sanguigno.
Oltre che per chiudere il lume di un vaso sanguigno, garantendone l’emostasi, viene saltuariamente impiegata come porta cotone (anche se esiste una pinza apposita), oppure per fermare tubi o teleria.
Normalmente, è costituita da due becchi (in alcuni casi, specie in microchirurgia, coperti da una guaina protettiva) che serrano il vaso sanguigno. I becchi sono tenuti chiusi da una cremagliera e premendo sull'impugnatura si chiudono serrandosi. Premendo verso il basso con il pollice e tirando con l'indice, la pinza si apre.
Esistono vari tipi di clamp, l'uso delle quali è a discrezione del chirurgo, in base alla funzione di cui deve usufruire.
Le pinze emostatiche si distinguono dalle pinze port'aghi per la lunghezza della presa e per la forza della sua chiusura.